# Pavetta oblanceolata
Pavetta oblanceolata är en måreväxtart som beskrevs av Cornelis Eliza Bertus Bremekamp. Pavetta oblanceolata ingår i släktet Pavetta och familjen måreväxter. Inga underarter finns listade i Catalogue of Life.